# Фаршад Ахмедзаде
Фаршад Ахмедзаде Бурукі (перс. فرشاد احمدزاده; нар. 23 вересня 1992, Урмія, Іран) — іранський футболіст, атакувальний півзахисник «Фуладу».

## Клубна кар'єра

### «Парсех»
Дорослу футбольну кар'єру розпочав у «Парсехі» (Тегеран) з Ліги Азадеган, де зіграв 18 матчів та відзначився 2-а голами.

### «Персеполіс»
По завершенні непоганого сезону в «Парсехі», у серпні 2012 року прийняв запрошення від «Персеполіса», підписавши з клубом 5-річний контракт. Дебютував у новій команді 19 грудня 2012 року в переможному (6:0) поєдинку кубку Ірану проти «Малавана». За період перебування в «Персеполісі» двічі вигравав Про-лігу Перської затоки та одного разу Суперкубок Ірану.

### Оренда в «Трактор Сазі»
На початку літа 2013 року Ахмадзаде відправився в оренду до «Трактор Сазі», щоб мати можливість пройти військову службу. У команді виступав протягом двох років, відбувши військову повинність у повному обсязі, після чого повернувся до «Персеполіса». За період перебування в «Трактор Сазі» виграв кубок Ірану (2013/14).

### «Шльонськ» (Вроцлав)
4 липня 2018 року перейшов до польського клубу «Шльонськ» (Вроцлав). Підписав з клубом 1-річний контракт.

### Повернення в «Персеполіс»
23 червня 2019 року підписав новий 3-річний контракт з чинним чемпіоном Про-ліги Перської затоки «Персеполісом». Проте під час зимової паузи 2019/20 клуб виставив Фаршада на трансфер.

### «Фулад»
13 січня 2019 року перейшов у «Фулад».

## Кар'єра в збірній
Головний тренер збірної Іран U-22 Алі Реза Мансурян викликав Ахмедзаде до національної команди для участі в Молодіжному чемпіонаті Азії.

## Особисте життя
Батько — курд, мати — турчанка. Володіє трьома мовами: курдською, перською та турецькою. Має ступінь бакалавра зі спортивної фізіології, здобутого в Ісламському університеті Азада

## Статистика виступів

### Клубна
Станом на 27 грудня 2019
| Клуб                 | Дивізіон          | Сезон             | Ліга  | Ліга | Кубок | Кубок | Континентальні | Континентальні | Інші  | Інші | Загалом | Загалом |
| Клуб                 | Дивізіон          | Сезон             | Матчі | Голи | Матчі | Голи  | Матчі          | Голи           | Матчі | Голи | Матчі   | Голи    |
| -------------------- | ----------------- | ----------------- | ----- | ---- | ----- | ----- | -------------- | -------------- | ----- | ---- | ------- | ------- |
| «Парсех» (Тегеран)   | Дивізіон 1        | 2011–12           | 18    | 2    | 1     | 0     | —              | —              | —     | —    | 19      | 2       |
| «Персеполіс»         | Про-ліга          | 2012–13           | 1     | 0    | 1     | 0     | —              | —              | —     | —    | 2       | 0       |
| «Трактор Сазі»       | Про-ліга          | 2013–14           | 27    | 3    | 3     | 0     | 5              | 1              | —     | —    | 35      | 4       |
| «Трактор Сазі»       | Про-ліга          | 2014–15           | 27    | 3    | 3     | 2     | 4              | 1              | —     | —    | 34      | 6       |
| «Трактор Сазі»       | Загалом           | Загалом           | 54    | 6    | 8     | 2     | 9              | 2              | —     | —    | 69      | 10      |
| «Персеполіс»         | Про-ліга          | 2015–16           | 27    | 3    | 2     | 0     | —              | —              | —     | —    | 29      | 3       |
| «Персеполіс»         | Про-ліга          | 2016–17           | 24    | 2    | 1     | 0     | 10             | 0              | —     | —    | 35      | 2       |
| «Персеполіс»         | Про-ліга          | 2017–18           | 23    | 6    | 2     | 1     | 7              | 1              | 1     | 1    | 33      | 9       |
| «Персеполіс»         | Загалом           | Загалом           | 74    | 11   | 5     | 1     | 17             | 1              | 1     | 1    | 97      | 14      |
| «Шльонськ» (Вроцлав) | Екстракляса       | 2018–19           | 25    | 1    | 2     | 0     | —              | —              | —     | —    | 27      | 1       |
| «Персеполіс»         | Про-ліга          | 2019–20           | 8     | 0    | 2     | 0     | 0              | 0              | 0     | 0    | 10      | 0       |
| Усього за кар'єру    | Усього за кар'єру | Усього за кар'єру | 180   | 20   | 17    | 3     | 26             | 3              | 1     | 1    | 224     | 27      |

1В тому числі й Суперкубок Ірану.

## Досягнення
«Трактор Сазі»
- Кубок Ірану
  -  Володар (1): 2013/14

- Про-ліга Перської затоки
  -  Срібний призер (1): 2014/15

«Персеполіс»
- Про-ліга Перської затоки
  -  Чемпіон (2): 2016/17, 2017/18
  -  Срібний призер (1): 2015/16

- Кубок Ірану
  -  Фіналіст (1): 2012/13

- Суперкубок Ірану
  -  Володар (1): 2017

«Фулад»
- Кубок Ірану
  -  Володар (1): 2020/21

«Сепаган»
- Кубок Ірану
  -  Володар (1): 2023/24